# Athyreus subarmatus
Athyreus subarmatus är en skalbaggsart som beskrevs av John Obadiah Westwood 1848. Athyreus subarmatus ingår i släktet Athyreus och familjen Bolboceratidae. Inga underarter finns listade.